# 中嶋あゆみ
中嶋 あゆみ（なかじま あゆみ、1985年12月12日 - ）は、北海道出身のフリーアナウンサー、ラジオパーソナリティー、タレント。

## 来歴・人物
2008年、北星学園大学文学部心理応用コミュニケーション学科卒業。在学中の2007年4月からラジオパーソナリティとしての活動を開始。
以降STVラジオ、FMメイプル、AIR-G’で番組を担当。現在もイベント司会、トークショーなど活動中。
英検2級、漢検3級、日本語文章能力検定準2級、高等学校教諭第一種免許状（公民科）ランナーズマイスター初級を保有。
趣味はランニング。フルマラソン経験もあり、北海道マラソンゲストランナー、オホーツク網走マラソンゲストランナーも経験。

## 出演
- STVラジオ「リクエストプラザ」（2021年3月31日 - 2022年3月25日 水 - 金曜、2022年3月31日 -  木・金曜）

### 過去の出演
- STVラジオ「スーパーヒットチャートなまらん」(2007年4月 - 9月）
- FMメイプル「アフタヌーンティ日だまりのひと時」（2007年11月 - 2009年4月）
- AIR-G'「Sparkle Sparkler」レポーター（2013年10月 - 2018年3月）[6]
- AIR-G'「EZO CLUB RADIO」（2015年10月 - 2017年3月）[7]
- AIR-G'「タウンワークpresents 学生情報バラエティ〜エンタク!」（2015年10月 - 2019年3月）[8]
- AIR-G'「Rep.ly.ze」（2017年4月 - 2018年３月）
- AIR-G'「Ring Ring Run Run」（2018年4月 - 2019年3月）[9]
- AIR-G'「LION Ban presents　YOSAKOI応援キャラBan」（期間限定番組　2018年 - 2019年）[10]
- AIR-G' 特別番組「北Bang!」[11]
- AIR-G' 海の日特別番組「The Beach Day BEACH SIDE LIVING」

- STVラジオ「まるごと!エンタメ〜ション｣
  - 2021年8月25日(水)MC代役
  - ようじのぢかん 9月第3週 (2022年9月19日 - 2022年9月23日)
- STVラジオ「イイ加減にしろっぷサンデー」（2022年12月4日 ちゃぼの代理出演）
- STVラジオ「吉川のりお スーパーLIVE」（2023年3月27日 草野あずみの代理出演）